# روث هيغارتي
روث هيغارتي (بالإنجليزية: Ruth Hegarty)‏ (1929)؛ كاتِبة وروائية أسترالية.